# Потоцкий, Стефан (воевода брацлавский)
Стефан Потоцкий (пол. Stefan Potocki, 2 марта 1568 — 5 марта 1631) — военный и государственный деятель Речи Посполитой, крупный магнат, ротмистр королевский (с 1599 года), генерал (генеральный староста) Подольской земли, староста каменецкий и Феллинский, писарь польный коронный (с 1612 года), воевода брацлавский (1628—1631). Представитель польского магнатского рода Потоцких герба «Пилява».

## Биография
Младший (четвёртый) сын стражника польного коронного Николая Потоцкого (1517/1520 — 1572) и Анны Черминьской (1525—1579/1580).
Старшие братья:
- каштелян каменецкий Анджей,
- воевода брацлавский Якуб,
- ротмистр королевский Николай,
- воевода брацлавский Ян.

Первоначально исповедовал кальвинизм, затем перешёл в католичество.
Стефан Потоцкий был тесно связан с гетманом великим коронным Яном Замойским. В 1595 году Стефан вместе со старшими братьями участвовал в молдавском походе Яна Замойского и принимал участие в битве под Сучавой (12 декабря 1595). Вместе с братом Яном остался в Молдавии до весны 1596 года, для оказания военной помощи молдавскому господарю Иеремии Могиле (1595—1606).
В 1599 году после раздела отцовского наследства между братьями Стефан Потоцкий получил во владение Соколов, Скоморохи, Костыльники и Униж. Избрал своей резиденцией Золотой Поток, где заложил замок, выделил земельные участки и средства на строительство католического костёла и монастыря. При нём в 1602 году Золотой Поток получил Магдебургское право, привилегию на проведение ярмарок в дни св. Прокопа и св. Мартина. Также Стефану Потоцкому принадлежали города Бучач, Чортков и Вербов. Вместе с женой заложил несколько католических монастырей и костёлов.
Через брак с Марией Амалией Могилой стал родственником молдавского господаря Иеремии Могилы, ставленника и сторонника Речи Посполитой. После смерти в 1606 году Иеремии молдавский престол вначале занял его старший несовершеннолетний сын Константин Могила (род. 1594), которого сразу же изгнал его дядя Симеон Могила (1606—1607).
В 1607 году после смерти Симеона Могилы новым господарём Молдавии стал его сын Михаил Могила. В том же 1607 году по наущению свой тещи Эльжбеты Чомортань Лозинской и с разрешения польского короля Сигизмунда III Вазы (поручившему ему охранять королеву и корону во время рокоша Зебжидовского) Стефан Потоцкий предпринял первый поход на Молдавию. Вместе с ним в молдавском походе участвовали князья Михаил Вишневецкий и Самуил Корецкий, зятья Иеремии Могилы. Польские магнаты изгнали из Молдавии протурецкого господаря Стефана Томшу и возвели снова на господарский трон своего шурина Константина Могилу. В 1611 году с турецкой помощью Стефан Томша вернул себе молдавский престол и изгнал пропольского ставленника Константина,который вместе с матерью и верными боярами бежал в польскую крепость Каменец-Подольский, однако его пленили татары и утопили в Днестре. Константину Могиле было в то время всего 16–17 лет.
Весной 1612 года Стефан Потоцкий организовал и возглавил второй поход в Молдавию, но в битве под Сасовом Рогом, рядом с Яссами, потерпел поражение и был взят в плен. Победитель Стефан Томша отправил Стефана Потоцкого вместе с 400 пленными в Порту. В ответ на польское вторжение в Молдавию крымские татары опустошили Подольское воеводство, лишённое военной защиты. Находился в турецком плену до 1615 года, когда был освобожден за большой выкуп.
В 1618 году Стефан Потоцкий с казацким отрядом (600 чел.) осаждал Подгайцы, требуя возвращения семейной казны, перевезённой его племянницей Анной Потоцкой (1593—1623), женой воеводы русского Станислава Гольского, в этот замок. В 1612 году Станислав Гольский выступил гарантом сбережения казны Стефана Потоцкого, отправившегося в поход на Молдавию. После смерти Станислава его владения унаследовал младший брат Ян Гольский (ум. 1613). Однако, новые владельцы замка — каштелян галицкий Ян Гольский и его жена Софья Замеховская — отказывались вернуть казну Стефану Потоцкому. После смерти Яна София Замеховская вновь вышла замуж за Станислава Лянцкоронского (ум. 1617), владельца замка Скала. После многочисленных судебных процессов и осад имения Подгайцы, Голгоча и Трихобовцы перешли во владение Стефана Потоцкого.
После смерти своего старшего брата-протестанта Яна в 1611 году Стефан Потоцкий унаследовал имение Пановцы, где жестоко повёл себя с кальвинистами (в частности, выгнал всех их из города, превратил кальвининстскую кирху в католическую часовню).
В 1628—1631 годах Стефан Потоцкий занимал должность воеводы брацлавского.
Был похоронен в доминиканском костёле в Золотом Потоке.

## Семья и дети
В 1606 году женился на Марии Амалии Могилянке (1591—1638), дочери молдавского господаря Иеремии Могилы и Елизаветы Чомортань-Лозинской.
Их дети:
- Катарина Потоцкая (ок. 1616—1642), жена с 1638 года будущего гетмана великого литовского Януша Радзивилла (1612—1655)
- Анна Потоцкая (ум. 1695), 1-й муж воевода брацлавский Александр Доминик Казановский, 2-й муж подскарбий надворный литовский Богуслав Ежи Слушка, 3-й муж воевода киевский Михаил Ежи Станиславский
- Пётр Потоцкий (1612—1648), староста снятинский
- Павел Потоцкий (ум. 1675), каштелян каменецкий и польский историк
- Януш Потоцкий (1616—1675), воевода брацлавский
- София Виктория Потоцкая (род. 1618), монахиня в Каменце-Подольском
- Доминик Потоцкий

После смерти своего первого мужа Стефана Потоцкого Мария Амалия Могилянка вторично вышла замуж за воеводу сандомирского Николая Фирлея (1588—1635)